# Campeonato Europeo de Halterofilia de 1973
El LII Campeonato Europeo de Halterofilia se celebró en Madrid (España) entre el 10 y el 18 de junio de 1973 bajo la organización de la Federación Europea de Halterofilia (EWF) y la Federación Española de Halterofilia.

## Medallistas
| Evento  | Oro                           | Plata                            | Bronce                               |
| ------- | ----------------------------- | -------------------------------- | ------------------------------------ |
| 52 kg   | Lajos Szűcs · Hungría · 225,0 | György Kőszegi · Hungría · 217,5 | Boleslav Pachol Checoslovaquia 210,0 |
| 56 kg   | Atanas Kirov Bulgaria 255,0   | Gueorgui Todorov Bulgaria 252,5  | Karel Prohl Checoslovaquia 250,0     |
| 60 kg   | Dito Shanidze URSS 272,5      | Norair Nurikian Bulgaria 270,0   | János Benedek · Hungría · 267,5      |
| 67,5 kg | Mujarbi Kirzhinov URSS 302,5  | Mladen Kuchev Bulgaria 295,0     | Zbigniew Kaczmarek · Polonia · 292,5 |
| 75 kg   | Nedelcho Kolev Bulgaria 330,0 | Yordan Bikov Bulgaria 322,5      | Valentin Mijailov URSS 320,0         |
| 82,5 kg | Vladimir Ryzhenkov URSS 352,5 | Rumen Rusev Bulgaria 335,0       | Frank Zielecke RDA 332,0             |
| 90 kg   | David Rigert URSS 367,5       | Andon Nikolov Bulgaria 352,5     | Atanas Shopov Bulgaria 350,0         |
| 110 kg  | Pavel Pervushin URSS 400,0    | Helmut Losch RDA 362,5           | Dieter Westphal RFA 355,0            |
| +110 kg | Vasili Alexeyev URSS 417,5    | Stanislav Batishchev URSS 395,0  | Rudolf Mang RFA 387,5                |

1. 1 2 3  Arrancada (kg) + dos tiempos (kg) = total olímpico (kg).

## Medallero
| Núm. | País           | Oro | Plata | Bronce | Total |
| ---- | -------------- | --- | ----- | ------ | ----- |
| 1    | URSS           | 6   | 1     | 1      | 8     |
| 2    | Bulgaria       | 2   | 6     | 1      | 9     |
| 3    | Hungría        | 1   | 1     | 1      | 3     |
| 4    | RDA            | 0   | 1     | 1      | 2     |
| 5    | Checoslovaquia | 0   | 0     | 2      | 2     |
| 5    | RDA            | 0   | 0     | 2      | 2     |
| 7    | Polonia        | 0   | 0     | 1      | 1     |
|      | TOTAL          | 9   | 9     | 9      | 27    |